# Leon Andreasen
Leon Hougaard Andreasen (født 23. april 1983 i Aidt ved Thorsø i Østjylland) er en dansk tidligere fodboldspiller med en baggrund fra Østbirk og superliga-klubben AGF.
Den 188 cm høje midterforsvarer fik sit gennembrud på AGF's førstehold i 2001, hvor han skrev sin første professionelle kontrakt. Siden da har han været elsket blandt tilhængerne af AGF – især på grund af sin store personlighed og udprægede fightervilje.

## Karriere
Efter at have spillet på amatørniveau i Østbirk ved Horsens skiftede Leon Andreasen i 1999 fra Hammel GF til AGF og fik i 2001 sin første professionelle kontrakt med Århus-klubben. I de seneste sæsoner af hans tid hos AGF var han fast mand i midterforsvaret og var – trods AGFs dårlige præstationer i superligaen – én, som alle regnede med havde en stor fremtid foran sig.
I 2005 valgte Leon Andreasen at sætte lidt skub i sin karriere og skrev kontrakt med den tyske Bundesliga-klub Werder Bremen gældende fra den 1. juli 2005 til 2009. Overgangssummen var i nærheden af 1,8 mio. Euro. Hans plan med dette karriereskift var at bygge et springbræt, hvorfra han kunne springe videre ud i Europa.
I vinterpausen 2006/2007 blev Andreasen udlejet til Mainz 05 med henblik på at få mere spilletid på Bundesliga-niveau.
Han skiftede til Hannover 96 i vinterpausen 2009 for at opnå mere spilletid end i Fulham. Han fik sin debut for Hannover mod Energie Cottbus den 8. februar 2009, som imidlertid udviklede sig til et mareridt, da han modtog det røde kort i det 67. minut.